# Grandia: Parallel Trippers
Grandia: Parallel Trippers (グランディア パラレルトリッパーズ?, Gurandia Parareru Toripasu) è un videogioco di ruolo sviluppato da Game Arts e pubblicato nel 2000 da Hudson Soft per Game Boy Color. Spin-off della serie Grandia, è il primo titolo portatile appartenente alla saga fantasy.
Nonostante la presenza dei personaggi del titolo originale, Grandia: Parallel Trippers differisce dal videogioco per le console a 32 bit Sega Saturn e PlayStation essendo un classico RPG bidimensionale per Game Boy Color.